# Croton hondensis
Espèce
Croton hondensis est une espèce de plantes à fleurs du genre Croton et de la famille des Euphorbiaceae présente en Colombie et sans doute au Venezuela.
Il a pour synonymes :
- Centrandra hondensis H.Karst.
- Cieca hondensis (H.Karst.) Kuntze
- Julocroton hondensis (H.Karst.) Müll.Arg.